# アサシン クリード リベリオン
『アサシン クリード リベリオン』（Assassin's Creed Rebellion）は、iOS、Android向けの戦略RPGである。
アサシン クリードシリーズの歴代キャラクターがデフォルメされた姿で登場する。